# Keita Takahashi

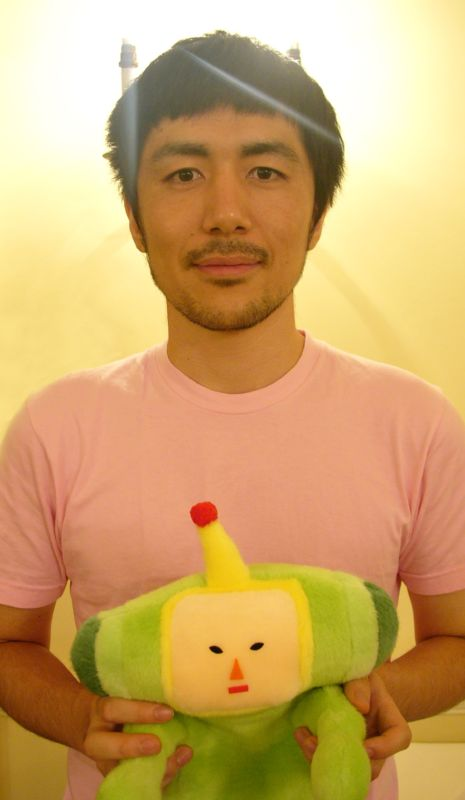
Keita Takahashi en 2005.

Keita Takahashi es un diseñador japonés de videojuegos, cuyos juegos más famosos son Katamari Damacy y su secuela We ♥ Katamari, que fueron publicados para la consola PlayStation 2 de Sony. Tras dejar Namco, Takahashi cofundó el estudio de videojuegos independiente Uvala en el año 2010, junto a su mujer Asuka Sakai.  
La saga Katamari Damacy ha sido aclamada en los medios especializados por su originalidad, simplicidad y encanto.
Keita Takahashi ha citado varias influencias que le han servido como inspiración a la hora de crear el universo de Katamari Damacy. Algunas de estas influencias son Picasso, Joan Miró, Tadao Ando (arquitecto), Hundertwasser (arquitecto y pintor), John Irving (escritor), la cultura japonesa, los Playmobil (juguetes)...
También cabe mencionar que, en una entrevista realizada por la EGM a este director de videojuegos, el mismo declaró que no le gustan los videojuegos, y que quería de cierta manera demostrar que no te tienen que gustar los videojuegos, ni crear una trama complicada o música dramática para que un juego tenga éxito. Estas declaraciones serían reiteradas de manera contundente a lo largo de su ponencia en la feria de videojuegos Guadalindie 2025, en la que afirmó que no le gustan los videojuegos y, por lo general, tampoco le caen bien los desarrolladores de videojuegos. 